# Peter Michael Kirk
Peter Michael Kirk (n. 18 mai 1928 – d. 17 aprilie 1977) a fost un om politic britanic, membru al Parlamentului European în perioada 1973-1979 din partea Regatului Unit. 
1. 1 2 3 4 5 6  Hansard 1803–2005
2. 1 2 3 4   http://www.assembly.coe.int/nw/xml/AssemblyList/MP-Details-EN.asp?MemberID=624 Lipsește sau este vid: |title= (ajutor)